# Aída Guajardo
Aída Araceli Guajardo Araluce es una escritora de telenovelas mexicana. Ha realizado su carrera en la televisión mexicana para Televisa. Entre sus adaptaciones más exitosas se encuentran: Amy, la niña de la mochila azul en 2004, Alma de hierro en 2008, Para volver a amar en 2010 y Yo no creo en los hombres en 2014.

## Trayectoria

### Historias originales
- Madre de alquiler (2023)

### Adaptaciones
- Yo no creo en los hombres (2014-2015) (con Felipe Ortiz) Original de Caridad Bravo Adams.
- Primera parte de Cachito de cielo (2012) (con Berenice Cárdenas) Original de Mario Schajris.
- Para volver a amar (2010) (con Berenice Cárdenas) Original de Adriana Suárez y Pedro Miguel Rozo.
- Alma de hierro (2008-2009) (con Ximena Suárez) Original de Adrián Suar, Marcela Guerty y Ricardo Rodríguez.
- Amor sin maquillaje (2007) (con Alejandro Pohlenz) Original de Alejandro Pohlenz y Salvador Garcini.
- Segunda parte de Amar sin límites (2006-2007) (con Ximena Suárez y Ana Montes) Original de Inés Rodena.
- Primera parte de Código postal (2006-2007) (con Ximena Suárez) Original de Sergio Vainman y Marily Pugno.

### Ediciones literarias
- Segunda parte de Las tontas no van al cielo (2008) Escrita por Enrique Torres, Miguel Vega y Paulina Olguín.
- Segunda parte de Rubí (2004) Escrita por Ximena Suárez y Virginia Quintana.
- Amy, la niña de la mochila azul (2004) (con Denisse Pfeiffer) Escrita por Rubén Galindo y Santiago Galindo.

### Asesorías literarias
- Operación Pacífico (2019) Escrita por Aura María Niño, Juan Carlos Aparicio, Gilma Peña, Arleth Castillo y Juana Pineda.
- Hoy voy a cambiar (2017) (con Celia Kim) Escrita por Camilo Torres, Alfredo Mendoza Aguilar y Carolina Mata.

## Premios y nominaciones

### Tv Adicto Golden Awards
| Año  | Categoría                  | Telenovela         | Resultado |
| ---- | -------------------------- | ------------------ | --------- |
| 2010 | Mejores libretos           | Para volver a amar | Ganadora  |
| 2010 | Mejor diseño de personajes | Para volver a amar | Ganadora  |
| 2008 | Mejor diseño de personajes | Alma de hierro     | Ganadora  |

### Premios TVyNovelas
| Año  | Categoría                   | Telenovela                | Resultado |
| ---- | --------------------------- | ------------------------- | --------- |
| 2009 | Mejor historia o adaptación | Alma de hierro            | Ganadora  |
| 2015 | Mejor historia o adaptación | Yo no creo en los hombres | Nominada  |

### Premios Bravo2009
| Categoría   | Nominado(a)    | Resultado |
| ----------- | -------------- | --------- |
| Mejor Guion | Alma de hierro | Ganadora  |

### Premios ACE2009
| Categoría                      | Telenovela     | Resultado |
| ------------------------------ | -------------- | --------- |
| Mejor adaptación melodramática | Alma de hierro | Ganadora  |